# Place des Abbesses
La Plaza de las Abadesas (en francés: Place des Abbesses) es una plaza pública ubicada entre las Rues des Abbesses, Yvonne-Le-Tac y Rue de Vieuville, en Clignancourt, XVIII distrito de París. En esta se encuentra ubicada la entrada a la estación des abbesses, además de Saint-Jean de Montmartre, el muro de los te amo y la plaza Jehan-Rictus.

## Historia

#### Nombre
Su nombre proviene en honor a las abadesas de la Abadía real de Montmartre, fundada en 1134 por Luis VI «el gordo».

#### Origen
Esta plaza de forma triangular, pertenecía a Montmartre antes de su integración a París, en 1860, luego fue clasificada como red viaria de París por decreto el día 23 de mayo de 1863, al mismo tiempo que la mayor parte de lo hasta entonces era un localidad suburbana. 
Hasta ese momento llevaba el nombre de «Place de l'Abbaye», hasta un decreto del 26 de febrero de 1867, momento que toma su nombre por el de la calle recorre a lo largo de su lado suroeste (Rue des Abbesses).
En el lado norte de la plaza había un edificio, que desde entonces desapareció, que albergaba desde 1837 el ayuntamiento de Montmartre, luego el primer ayuntamiento del XVIII distrito de París. En su sitio se creó en 1936 la plaza Jehan-Rictus.
Hoy, solo la rue des Abbesses y la rue La Vieuville, que limita con el lado este de la plaza, están abiertas al tráfico de automóviles, ambas en una dirección, mientras que el carril que limita con el lado norte (Place des Abbesses) es peatonal.

## Situación y acceso

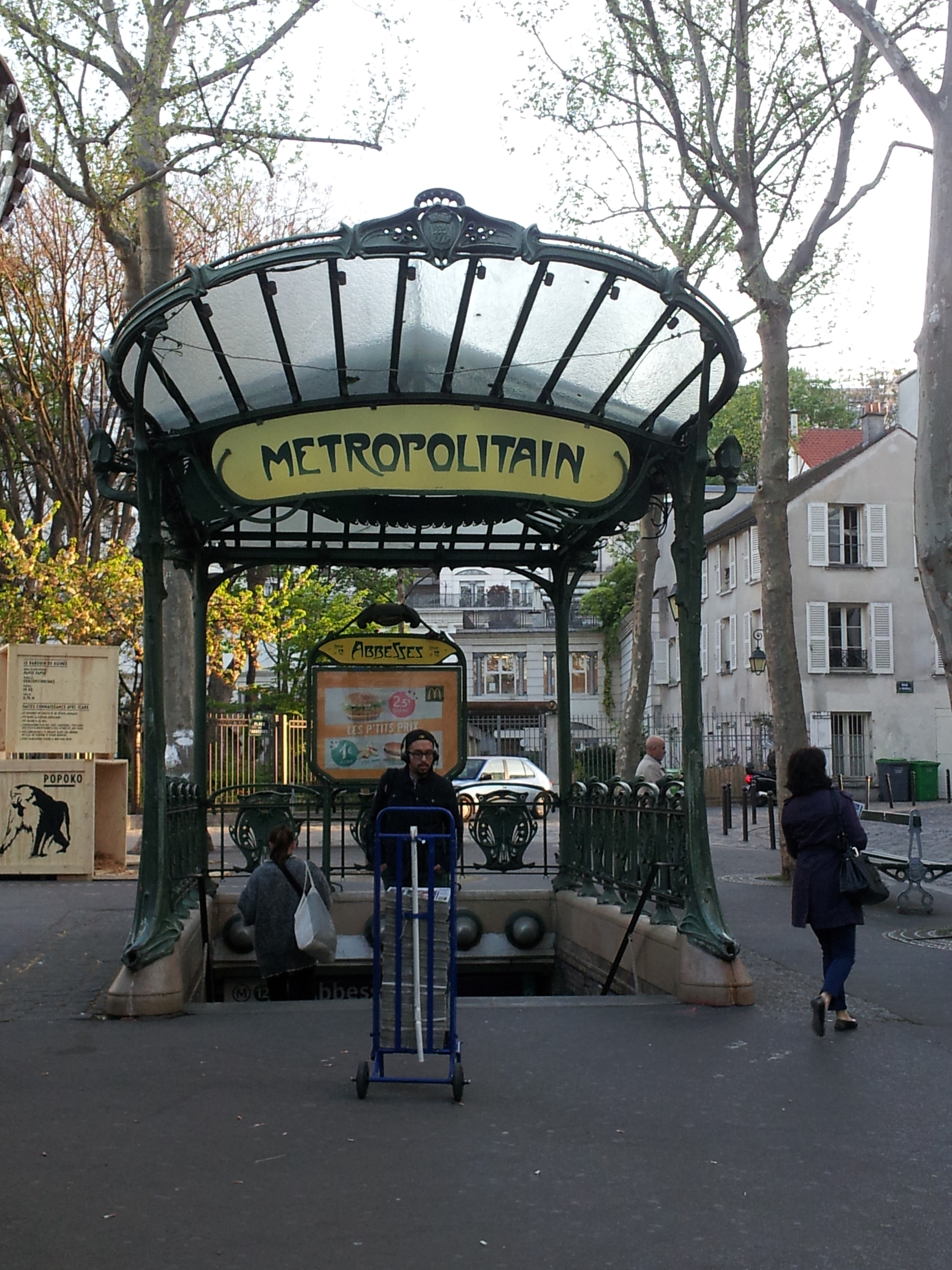
Entrada a la Estación des Abbesses.

El acceso a esta plaza es muy fácil, ya que la  estación des Abbesses, de la  línea 12 del metro de París, o por la línea 40 de los buses RATP.

## Edificios notables y lugares de memoria
- Primer Ayuntamiento del XVIII distrito de París, demolido en 1905.
- Entrada de la estación des Abbesses, la más profunda de París.
- Carrusel, situado al lado de la entrada de la estación.
- Oficina de correos de Abbesses de París, en el número 7 de la plaza.
- Una fuente wallace.
- Iglesia Saint-Jean de Montmartre, 19 de la rue des abbesses.
- Muro de los te amos, mural con 311 «te amo» en 250 idiomas.

## Galería

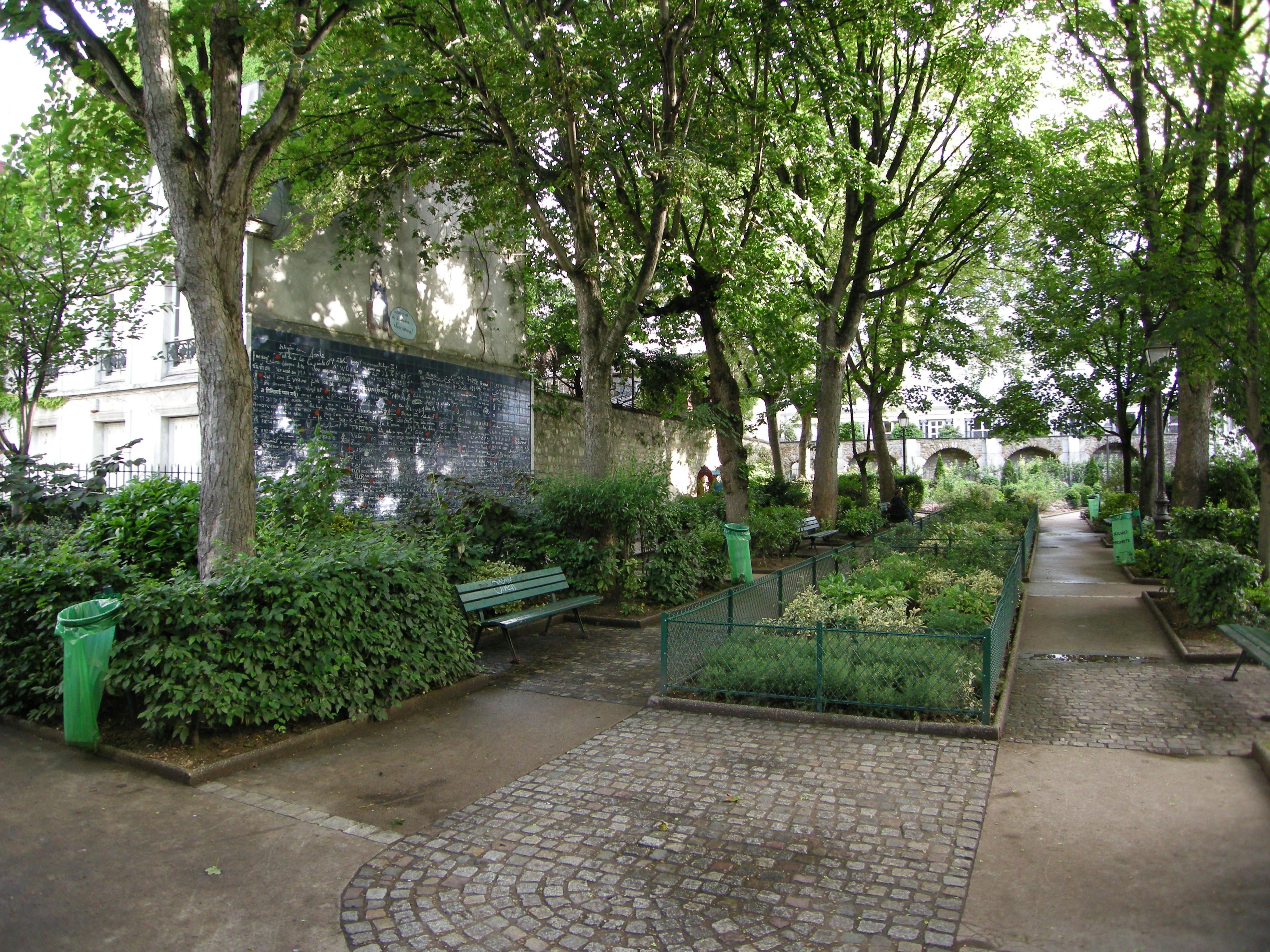
Plaza Jehan-Rictus
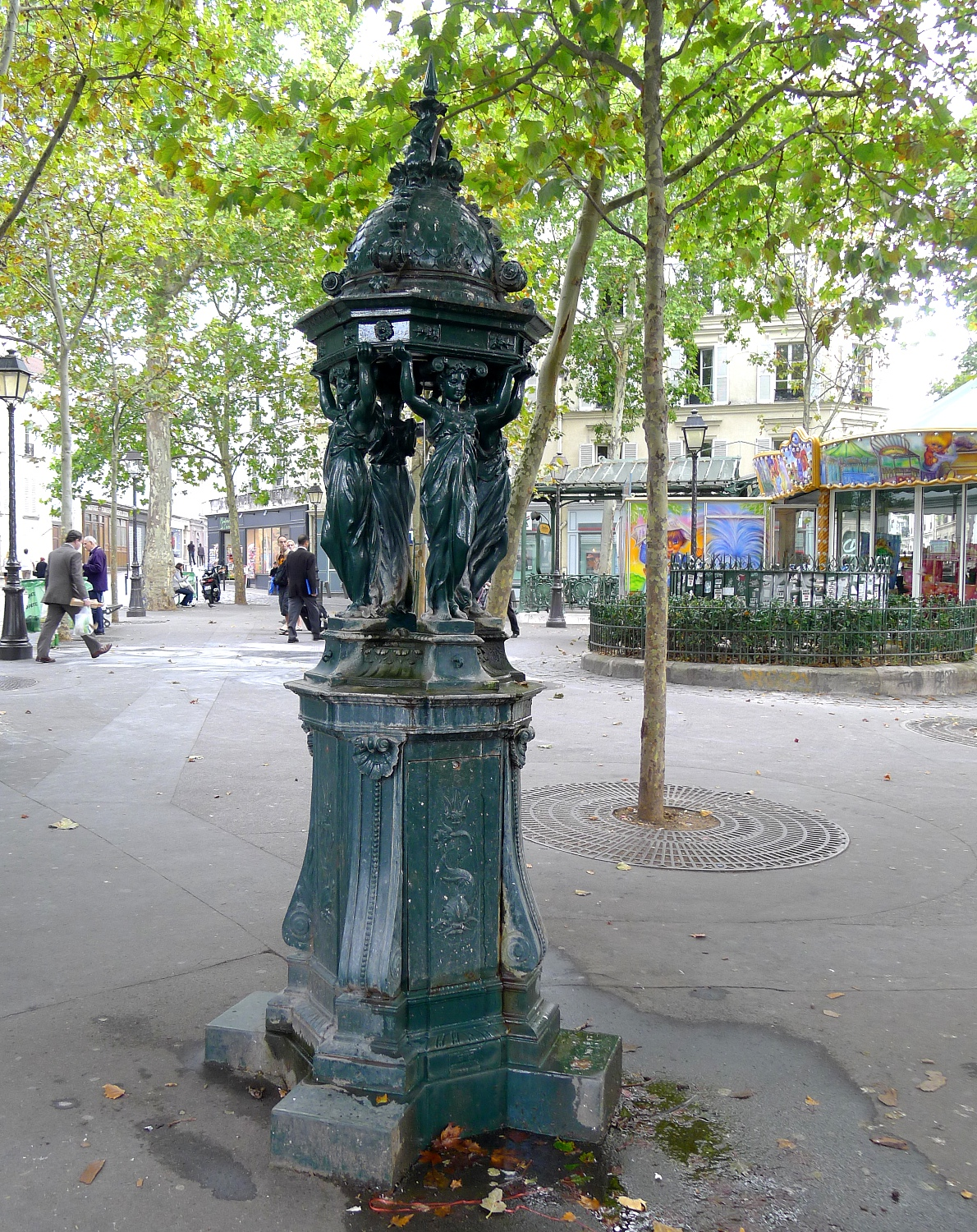
Fuente Wallace
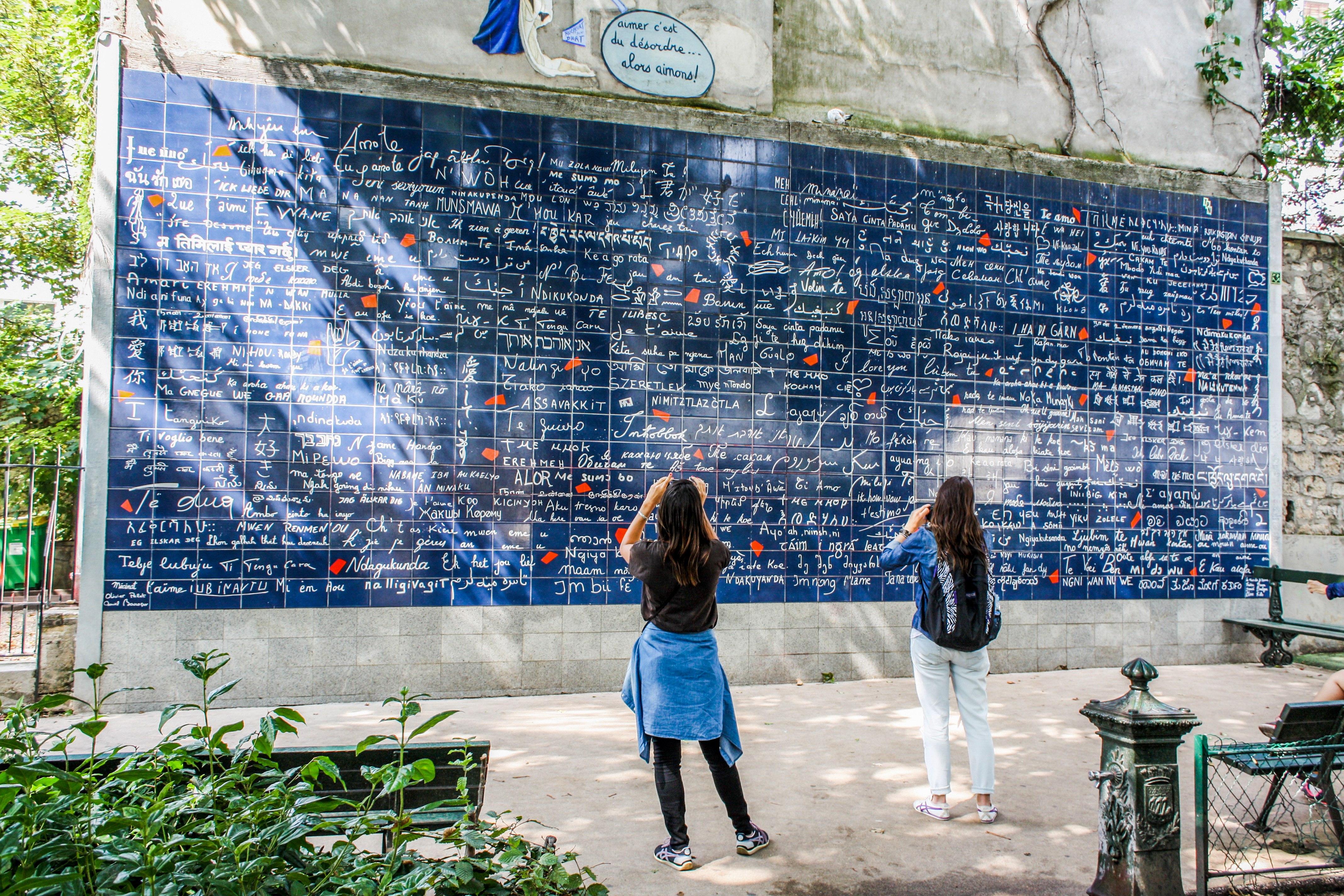
El muro de los te amo
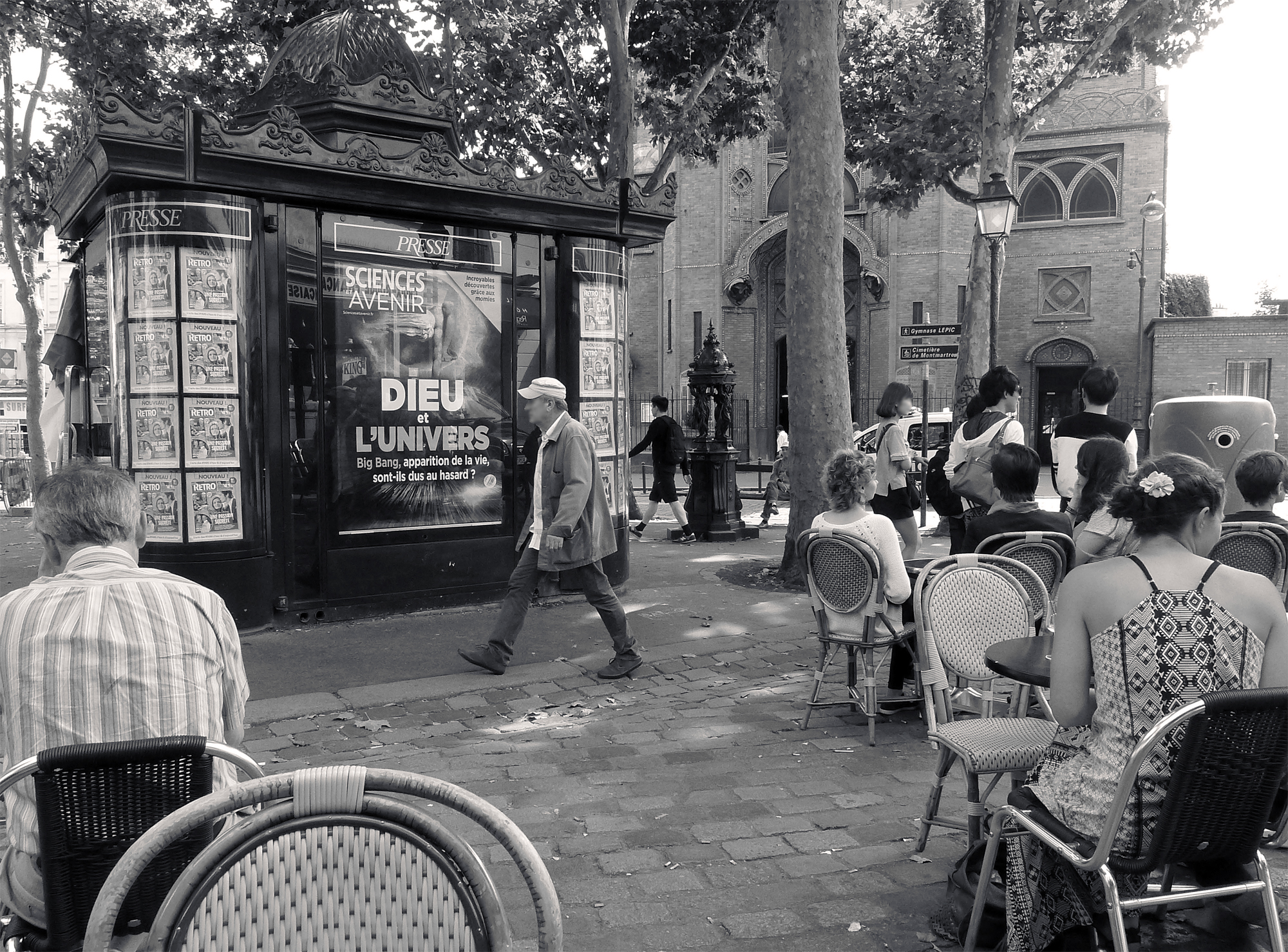
La Iglesia Saint-Jean de Montmartre vista de la Plaza